# Число Эрдёша — Бэйкона
Число Эрдёша — Бэйкона (англ. Erdős — Bacon number) — шуточная характеристика научной и творческой активности учёных и актёров: сумма числа Эрдёша, которое отражает расстояние в совместных математических публикациях между рассматриваемым лицом и венгерским математиком Палом Эрдёшем, и числа Бэйкона — количества связей через роли в фильмах до американского актёра Кевина Бэйкона. Чем меньше число, тем ближе данный человек находится к Эрдёшу и к Бэйкону.
Идея была описана Саймоном Сингхом и Бенджамином Розенбаумом. Однако она появлялась и до этого, в частности, когда Дэниел Клейтман  принял участие в фильме «Умница Уилл Хантинг» в 1997 году.
Для подсчёта числа Эрдёша учитывают только математические работы, но для Эрдёша — Бэйкона, как правило, используют научные работы и в других областях.
Чтобы иметь определённое число Эрдёша — Бэйкона, необходимо (но не достаточно) принять участие в фильме и быть соавтором научной работы.
Из известных учёных числом Эрдёша — Бэйкона обладают Карл Саган, Брайан Грин и Стивен Хокинг. Наиболее известной актрисой из обладателей числа является Натали Портман.